# Xian de Woyang
Le xian de Woyang (涡阳县 ; pinyin : Wōyáng Xiàn) est un district administratif de la province de l'Anhui en Chine. Il est placé sous la juridiction de la ville-préfecture de Bozhou.

## Démographie
La population du district était de 1 341 121 habitants en 1999.